# Stazione di Mignanego
Stazione di Mignanego vasútállomás Olaszországban, Mignanego településen.

## Vasútvonalak
Az állomást az alábbi vasútvonalak érintik:
- Tortona-Genova-vasútvonal
- Torino–Genova-vasútvonal

## Kapcsolódó állomások
A vasútállomáshoz az alábbi állomások vannak a legközelebb:
- Stazione di Ronco Scrivia
- Stazione di Genova San Quirico